# Opel Moonlight Roadster
 (octobre 2024).
Pour les articles homonymes, voir Moolight.
La voiture, connue sous le surnom d’Opel Moonlight Roadster, était un modèle de voiture particulière d’Adam Opel AG de Rüsselsheim fabriqué en 1933.

## Historique et technologie
L’Opel Moonlight Roadster avec un moteur six cylindres en ligne et une cylindrée de 1,8 litre a été commercialisée en 1933 au prix de 3 895 Marks. Il s’agit d’une biplace sportive et ouverte basée sur l’Opel 1,8 L. Les caractéristiques externes du roadster, contrairement à ceux de la 1,8 L cabriolet à deux places, comprennent un pare-brise en flèche et des roues à rayons.
Avec le moteur de 34 ch, la voiture de 900 kg atteignait une vitesse de pointe de 95 km/h.
La carrosserie n’était pas construite par Opel eux-mêmes, mais par le carrossier Deutsch de Cologne.
51 véhicules ont été créés, dont trois exemplaires existent probablement encore ; leur valeur marchande peut difficilement être déterminée.
Le surnom est destiné à rappeler les trafiquants d’alcool aux États-Unis, qui utilisaient des véhicules de ce type au clair de lune (Moonlight) pour franchir sans être dérangés les barrières douanières conçues pour les camions.